# Decimus Magnus Ausonius

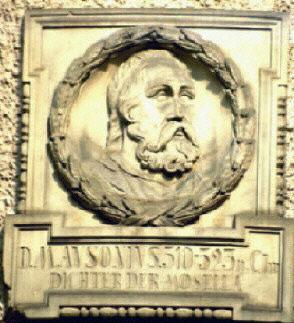
Decimus Magnus Ausonius.

Decimus Magnus Ausonius, född cirka 310 e.Kr. i Burdigala (Bordeaux), död troligen 395, latinsk retor och skald. Ausonius var en av de sista hedniska poeterna i Romarriket, det vill säga en av de sista innan det kristnades. 
Ausonius var son till en läkare i Bordeaux, där han först studerade innan han skrevs in i Toulouse med sin farbror AEmilius Magnus Arborius. 334 grundade han en retorikskola i sina hemtrakter. Ausonius var sedan lärare för Gratianus och blev, efter dennes tronbestigning, hedrad med höga värdigheter, sist (379) med konsulatet. Hans många dikter (epigram, idyller och tillfällighetsdikter samt memorialverser) har värderats olika i olika tider, men visar stor fyndighet och verkligt mästerskap i språkets och versens behandling. Hans mest berömda dikt är Mosella, en poetisk beskrivning över Mosel och dess omnejd, som är skriven under en resa från Bingen till Trier 371. Den har även ett visst arkeologiskt intresse. Om de sista åren i Ausonius liv förtäljer inte källorna. Hans dikter, i synnerhet Ephemeris, verkar vittna om en omvändelse till kristendomen.

## Verk
- Epigram
- Parentalia
- Commemoratio professorum Burdigalensium
- Dikter om Bissula
- Ekologer
- Gratiarum actio dicta domino Gratiano Augusto
- Ephemeris
- 25 epistlar
- Praefatiunculae

Verk som tillskrivit honom men vilkas upphov är omtvistade
- Caesares
- Ordo nobilium urbium
- Eclogae
- Periochae
- Cento nuptials
- Taecnopaegnion
- Ludus septem sapientum